# Outarville
 Outarville  es una población y comuna francesa, situada en la región de Centro, departamento de Loiret, en el distrito de Pithiviers y cantón de Outarville.

## Demografía
| 1196 | 1147 | 1268 | 1371 | 1305 | 1441 |
| Para los censos de 1962 a 1999 la población legal corresponde a la población sin duplicidades (Fuente: INSEE [Consultar]) |      |      |      |      |      |